# جاسبر فـان دير ويرف
جاسبر فـان دير ويرف هو لاعب كرة قدم سويسري في مركز الدفاع، ولد في 9 ديسمبر 1998 في سانت غالن في سويسرا. شارك مع منتخب سويسرا تحت 21 سنة لكرة القدم. أما مع النوادي، فقد لعب مع نادي سانت غالن.

## وصلات خارجية
- جاسبر فـان دير ويرف على موقع الاتحاد الأوربي (الإنجليزية)
- جاسبر فـان دير ويرف على موقع قاعدة بيانات كرة القدم.إي يو (الإنجليزية)
- جاسبر فـان دير ويرف على موقع Soccerway.com (الإنجليزية)
- جاسبر فـان دير ويرف على موقع عالم كرة القدم.نت (الإنجليزية)